# 索尔索纳县
索尔索纳县（西班牙語：Solsonés，西班牙語發音：[solsoˈnes]，加泰隆尼亞語發音：[sulsuˈnɛs]），是西班牙加泰罗尼亚莱里达省的一个县。总面积1001.21平方公里，总人口13759（2009年），人口密度13.74人/平方公里。行政中心位于索尔索纳。
索尔索纳县辖有15个市镇。